# Distrikt Ilabaya

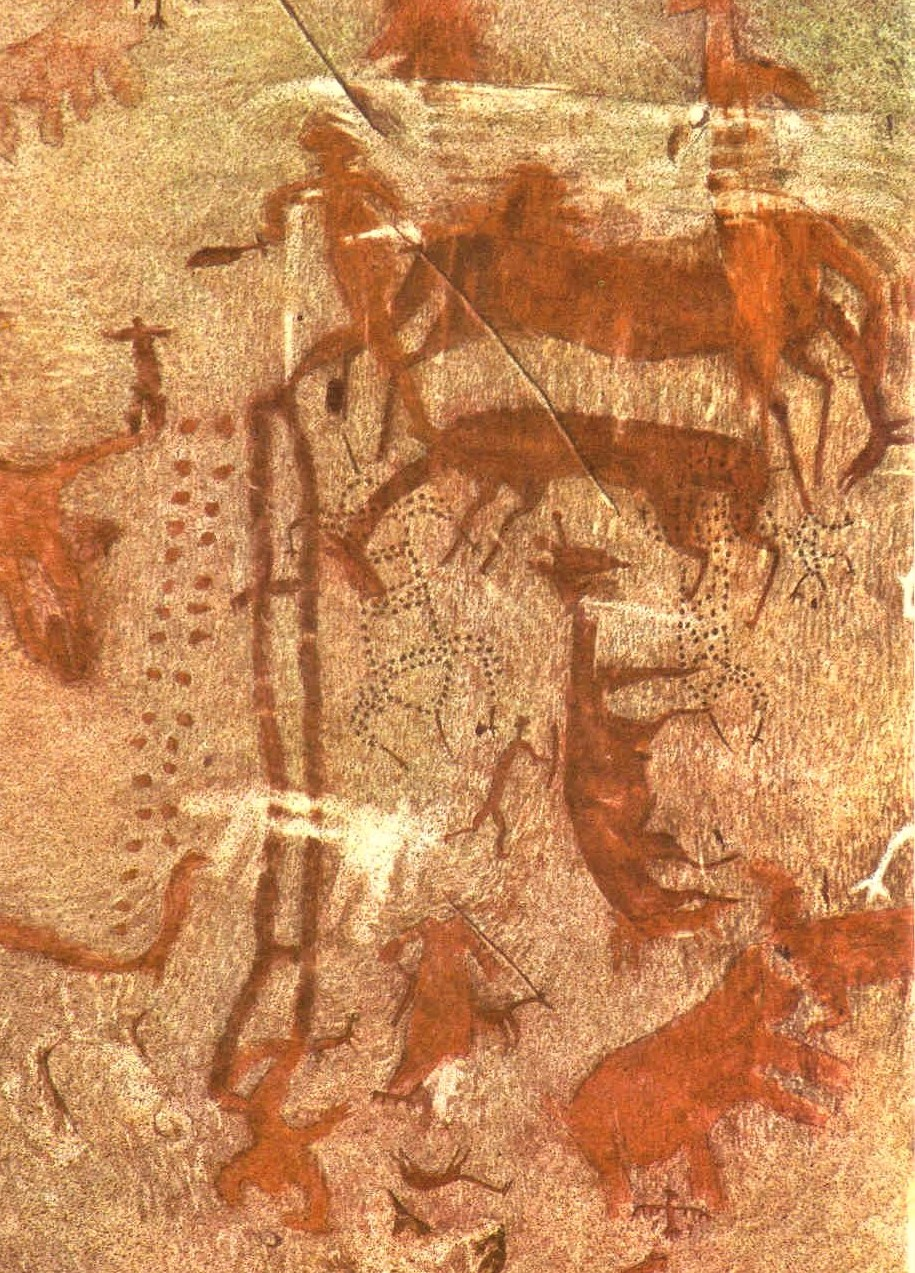
Felsmalerei in den Toquepala-Höhlen

Der Distrikt Ilabaya liegt in der Provinz Jorge Basadre in der Region Tacna im äußersten Südwesten von Peru. Der Distrikt hat eine Fläche von 1111,39 km² (nach anderen Quellen 1058 km²). Beim Zensus 2017 wurden 5695 Einwohner gezählt. Im Jahr 1993 lag die Einwohnerzahl bei 7817, im Jahr 2007 bei 4414. Verwaltungssitz des Distrikts ist die am Fluss Río Salado, linker Quellfluss des Río Locumba, auf einer Höhe von 1425 m gelegene Ortschaft Ilabaya mit 301 Einwohnern (Stand 2017). Ilabaya liegt etwa 70 km nordnordwestlich der Regionshauptstadt Tacna. Im Nordwesten des Distrikts befindet sich die Toquepala-Mine, in welcher im Tagebau Kupfererz abgebaut wird. Dorthin führt von der benachbarten Region Moquegua die Bahnstrecke Ilo–Toquepala–Cuajone. An der westlichen Distriktgrenze befinden sich außerdem die Toquepala-Höhlen mit Felszeichnungen.

## Geographische Lage
Der Distrikt Ilabaya erstreckt sich über den Norden der Provinz Jorge Basadre. Er liegt am Rande des wüstenhaften Küstenhochlands von Südwest-Peru und umfasst im Norden die Ausläufer der peruanischen Westkordillere. Er hat eine Längsausdehnung in WNW-OSO-Richtung von etwa 43 km sowie eine maximale Breite von etwa 30 km. Der Río Locumba (im Oberlauf Río Salado) mit seinen Quell- und Zuflüssen Río Cinto, Río Curibaya und Río Ilabaya entwässert den Distrikt nach Süden. Der Distrikt Ilabaya grenzt im Süden an den Distrikt Locumba, im Westen und Nordwesten an den Distrikt Moquegua (Provinz Mariscal Nieto, Region Moquegua), im Nordosten an die Distrikte Camilaca, Cairani, Huanuara und Curibaya (alle vier in der Provinz Candarave) sowie im Südosten an den Distrikt Inclán (Provinz Tacna).

## Ortschaften
Im Folgenden eine Liste von Ortschaften und Siedlungen im Distrikt Ilabaya.
Centros Poblados: 
- Borogueña (280 Einwohner)
- Cambaya
- Mirave (835 Einwohner)

Anexos: 
- Chejaya
- Chulibaya
- Oconchay
- Ticapampa Poquera
- Toquepala (3560 Einwohner)

Comunidades campesinas:
- Borogueña
- Carumbraya
- Coraguaya
- Chululuni
- Higuerani
- Santa Cruz
- Toco Chico
- Toco Grande
- Vilalaca

Caseríos:
- Cacapunco
- Chintari
- El Cayro
- El Cocal
- La Haciendita
- Margarata
- Pachana Chapicuca
- Solabaya